# Aïn Touta
Ain Touta là một thị trấn thuộc tỉnh Batna, Algérie. Dân số thời điểm năm 2002 là 52.143 người.